# Terceira via
A Terceira Via é uma corrente política predominantemente centrista surgida no distributismo e mais tarde no meio social-liberal à social-democrata. Tenta reconciliar medidas de centro-direita e centro-esquerda, sintetizando uma ortodoxia econômica com políticas de assistência e liberdade civil. Não é necessariamente uma alternativa à dicotomia esquerda–direita, mas sim uma alternativa às propostas meramente liberalistas ou socialistas.
A Terceira Via é uma reconceitualização da social-democracia. Ela apoia a expansão do workfare em vez da expansão da seguridade social, programas de treinamento para trabalho, oportunidades educacionais e programas de governo para ajuda, não dependência, por parte dos cidadãos. Procura um compromisso entre um sistema econômico menos intervencionista e uma política de despesas socias compensatória.
A Terceira Via nasceu de uma reavaliação das políticas dentro de vários movimentos de centro à centro-esquerda nos anos 1980, em resposta a dúvidas quanto à viabilidade econômica do Estado e à percepção do uso excessivo do intervencionismo fiscal que anteriormente havia sido popularizado pelo keynesianismo, mas que naquela época contrastavam com o aumento da popularidade do neoliberalismo e da Nova Direita, começando no final dos anos 1970 e ao longo dos anos 1980. Na época, a social-democracia, que no século XX deu uma contribuição decisiva à criação do estado do bem-estar social pós-Segunda Guerra Mundial, começou a perder fôlego político, o que acabou resultando em uma reformulação ideológica a partir das práticas neoliberais dos governos Thatcher (Reino Unido) e Reagan (EUA).
A Terceira Via atual teve sua origem no governo partidário trabalhista que emergiu na Austrália no final dos anos 1980 e foi promovida por partidos políticos sociais-liberais e sociais-democratas em diferentes partes do mundo. Nos EUA, um dos principais proponentes da Terceira Via foi o ex-presidente Bill Clinton, sendo também defendido por sua esposa, senadora e, posteriormente, secretária de Estado, Hillary Clinton, durante a sua campanha presidencial em 2008. No Reino Unido, o ex-primeiro-ministro Tony Blair, um partidário trabalhista proponente da Terceira Via, alegou que o socialismo por ele defendido era diferente das concepções tradicionais de socialismo e disse: "Meu tipo de socialismo é um conjunto de valores baseados em noções de justiça social. ... O socialismo como uma forma rígida de determinismo econômico terminou, e com razão". Blair referiu-se a isso como um socialismo envolvendo políticas que reconheciam os indivíduos como socialmente interdependentes e defendiam a justiça e a coesão social, a igualdade de valor de cada cidadão e a igualdade de oportunidades. Com base em seu conceito de Terceira Via, Blair deu origem ao Novo Trabalhismo.
O intérprete social-democrata da Terceira Via Anthony Giddens disse que a mesma rejeita a concepção de socialismo do socialismo estatal e, em vez disso, aceita a concepção de socialismo tal como concebida pelo político britânico Anthony Crosland como uma doutrina ética que vê os governos sociais-democratas como tendo alcançado uma viabilidade de socialismo ético ao remover os elementos injustos do capitalismo, proporcionando Estado de bem-estar dentre outras políticas, e que o socialismo contemporâneo superou a reivindicação marxista da necessidade da abolição do capitalismo como modo de produção. Em 2009, Blair declarou publicamente apoio a um "novo capitalismo".
As políticas apoiadas pelos autodenominados apoiantes da Terceira Via podem variar consoante à região, as circunstâncias políticas e as tendências ideológicas. Os defensores da Terceira Via geralmente apoiam parcerias público-privadas (PPPs), um compromisso com responsabilidade fiscal, combinação de igualdade de oportunidade com responsabilidade pessoal, melhora do capital humano e social, e proteção ambiental. Mas mesmo na prossecução desses objetivos, os defensores da Terceira Via diferem nas suas políticas devido a prioridades contraditórias. Anthony Giddens, por exemplo – acreditando que a sociedade deveria ser mais inclusiva para com os idosos – apelou à abolição da idade de aposentadoria para que as pessoas pudessem sair do mercado de trabalho sempre que tivessem poupado o suficiente; O presidente francês Emmanuel Macron fez exatamente o contrário, aumentando a idade de aposentadoria para equilibrar o orçamento. A administração Bill Clinton, influenciado pelas obras do polêmico cientista político Charles Murray, foi menos amigável com o Estado de bem-estar do que Tony Blair.
A Terceira Via já foi criticada por sociais-democratas irredutíveis, anarquistas, comunistas, e em particular socialistas democráticos, como uma traição aos valores da esquerda, com alguns cientistas e analistas políticos caracterizando a Terceira Via como um movimento efetivamente neoliberal. Também chegou a ser criticado por conservadores, liberais clássicos e libertários de direita pró-capitalismo laissez-faire. De acordo com o economista José Luís Fiori, "o resultado foi uma geleia ideológica, com propostas extremamente vagas e imprecisas", voltado para a abertura, desregulação e desestatização das economias nacionais. De acordo com a revista francesa Nouvelle Observateur, se tratou de um "prolongamento vagamente social da revolução thatcherista".

## Visão geral

### Origens
Em meados do século XIX, após a Revolução Industrial surge a história a rivalidade de dois sistemas econômicos antagônicos: socialismo e capitalismo laissez-faire. Durante a década de 1920, G. K. Chesterton, juntamente com seu amigo Hilaire Belloc, criam o que chamaram de distributismo. O distributismo trata-se de uma teoria econômica baseada nos princípios nos ensinamentos cristãos, referidos anteriormente na encíclica do Papa Leão XIII, Rerum Novarum, que propõe o direito à propriedade privada para todos chamando a atenção que ambos os sistemas acima referidos não o permitiam. Sob essa égide, no dia 17 de setembro de 1926, Chesterton e Belloc criaram a Liga Distributista, a qual propunha divulgar àquilo que consideravam uma terceira via.
Como termo, terceira via tem sido usado para explicar uma variedade de cursos e ideologias políticas nos últimos séculos. Essas ideias foram implementadas por progressistas no início do século XX. O termo foi retomado na década de 1950 por economistas ordoliberais alemães como Wilhelm Röpke, resultando no desenvolvimento do conceito de economia social de mercado. Mais tarde, Röpke distanciou-se do termo e localizou a economia social de mercado na primeira via, sendo um avanço da economia de livre mercado.
Durante a Primavera de Praga em 1968, o economista tcheco Ota Šik propôs uma reforma econômica de terceira via como parte da política de liberalização e democratização no país. No contexto histórico, tais propostas foram melhor descritas como uma economia liberalizada centralmente planejada em vez do capitalismo socialmente sensível com o qual as políticas da Terceira Via tendem a ser identificadas no Ocidente. Nos anos 1970 e 1980, Enrico Berlinguer, líder do Partido Comunista Italiano, passou a defender uma visão de uma sociedade socialista mais pluralista que a do socialismo real que era tipicamente defendido por partidos oficialmente comunistas, embora mais igualitária do que a social-democracia. Isso fazia parte da tendência mais ampla do eurocomunismo e fornecia uma base teórica para a busca de Berlinguer pelo Compromisso Histórico com os partidários democratas-cristãos italianos.

### Uso moderno
A política da Terceira Via é visível nas obras de Anthony Giddens, como Consequences of Modernity (1990), Modernity and Self-Identity (1991), The Transformation of Intimacy (1992), Beyond Left and Right (1994) and The Third Way: The Renewal of Social Democracy (1998). Em Beyond Left and Right, Giddens critica o socialismo de mercado e constrói uma estrutura de seis pontos para uma política radical reconstituída que inclui os seguintes valores:
1. Reparação de solidariedades danificadas;
2. Reconhecimento da centralidade da política de vida;
3. Aceitação que a confiança ativa implica políticas generativas;
4. Abraço da democracia dialógica;
5. Reconsideração do Estado de bem-estar;
6. Confronto da violência.

Em The Third Way, Giddens fornece a estrutura dentro da qual a Terceira Via, também denominada por ele como centro radical, é justificado. Além disso, fornece uma ampla gama de propostas políticas destinadas ao que ele chama de "centro-esquerda progressista" na política britânica.
Bill Clinton abraçou as ideias da Terceira Via durante sua campanha presidencial de 1992.
Em 5 de fevereiro de 1998, o então primeiro-ministro britânico Tony Blair anunciou, em Washington, D.C., junto com o então presidente estadunidense Bill Clinton, a decisão de convocar uma reunião internacional para discutir e atualizar a social-democracia, criando um movimento que foi denominado de "Terceira Via". Naquela época, Blair despontava como uma liderança mundial, conseguindo reunir sucessivamente, em Florença, Washington e Londres, figuras como Bill Clinton, Lionel Jospin, Gerhard Schröder, Massimo D'Alema, Fernando Henrique Cardoso, António Guterres e Ricardo Lagos, entre outros governantes e intelectuais ligados de uma forma ou outra à social-democracia europeia ou ao Partido Democrata estadunidense.

A Terceira Via foi definida como:
Algo diferente e distinto do capitalismo liberal com sua crença inabalável nos méritos do livre mercado e do socialismo democrático com sua gestão da demanda e obsessão com o Estado. A Terceira Via é a favor do crescimento, do empreendedorismo, das empresas e da criação de riqueza, mas também é a favor de uma maior justiça social e vê o Estado desempenhar um papel importante na concretização deste objetivo. Então nas palavras de ... Anthony Giddens, da LSE, a Terceira Via rejeita o socialismo de cima para baixo, pois rejeita o neoliberalismo tradicional.
A Terceira Via tem sido defendida pelos seus proponentes como uma alternativa "centrista radical" tanto ao capitalismo como ao que considera formas tradicionais de socialismo, inclusive o marxismo e socialismo estatal. Ela defende a humanização do capitalismo, a economia mista, o pluralismo político e a democracia liberal.
A Terceira Via tem sido muitas vezes difícil de resumir de forma holística, em parte devido à sua natureza flexível de colocar os fins à frente dos meios, ou seja, dar prioridade à consecução da justiça social em vez de se concentrar nos métodos pelos quais se alcança a justiça social. Muitas vezes citado como o resumo mais fácil da Terceira Via é 'direitos com responsabilidades' – por exemplo, emparelhando o direito à educação com a responsabilidade de se esforçar para obter boas notas. Especificamente na economia, grande parte da ênfase da Terceira Via é colocada nas receitas fiscais e nos meios pelos quais são geradas. A Terceira Via argumenta que a riqueza deve ser aliciada numa economia globalizada e que qualquer outra fuga de capital causada por impostos elevados é contraproducente para gerar receitas fiscais, pois as receitas fiscais futuras serão perdidas. A Terceira Via argumenta que o crescimento é a melhor forma de aumentar as receitas fiscais e que o crescimento pode ser alcançado através de uma economia de mercado livre, da disciplina fiscal e de um estoque saudável de capital humano.
Além de Giddens, entre outros outros ideólogos da Terceira Via estão Ian Winter e Mark Lyon.

### Dentro da social-democracia
A Terceira Via tem sido defendida por proponentes de centro-esquerda como "socialismo de competição", uma ideologia entre o socialismo tradicional e o capitalismo. Anthony Giddens endossou publicamente uma forma modernizada de socialismo dentro do movimento social-democrata. No entanto, ele argumenta que a ideologia socialista tradicional, referindo-se especificamente ao socialismo estatal envolvendo gestão econômica e planejamento, é falha. Giddens afirma que, como teoria da economia gerida, ela quase não existe mais.
Na sua definição de Terceira Via, Tony Blair certa vez escreveu: "A Terceira Via representa uma social-democracia modernizada, apaixonada pelo seu compromisso com a justiça social".

## História

### Austrália
De 1983 a 1996, sob os governos dos partidários trabalhistas Bob Hawke e Paulo Keating, na Austrália foram adotadas muitas políticas econômicas associadas ao racionalismo econômico tais como o dólar australiano flutuante em 1983, reduções das tarifas comerciais, reformas fiscais, mudança da fixação salarial centralizada para negociação empresarial, restrições sobre atividades sindicais incluindo em ações de greve e barganha padrão, a privatização de serviços e empresas administrados pelo governo, como a Qantas e o Commonwealth Bank, além da desregulamentação do sistema bancário. Keating também propôs o Imposto sobre Bens e Serviços em 1985, mas este foi eliminado devido à sua impopularidade entre o Partido Trabalhista e o eleitorado. O partido também desistiu de outras reformas, como a desregulamentação do mercado de trabalho, o eventual Imposto sobre Bens e Serviços, a privatização da Telstra e a reforma assistencial. Os governos Hawke–Keating foram considerados por alguns como lançando as bases para o desenvolvimento posterior dos Novos Democratas nos EUA e do Novo Trabalhismo no Reino Unido. A escritora e comentarista social Van Badham concordou que isso levava os partidos de centro-esquerda em direção ao neoliberalismo. Enquanto isso, outros, particularmente o partidário trabalhista Wayne Cisne, reconheceu que foram reformas economicamente conservadoras, mas centrou-se na prosperidade e na igualdade social que proporcionaram nos "26 anos de crescimento econômico ininterrupto desde 1991", considerando-as como enquadradas no "trabalhismo australiano". Swan também mencionou o fato de que as políticas e reformas dos governos Hawke–Keating, descritos como Terceira Via, antecederam a ideia em uma década ou mais.
Tanto Hawke quanto Keating também fizeram algumas críticas. Na preparação para as eleições federais de 2019, Hawke fez uma declaração conjunta com Keating endossando o plano econômico partidário trabalhista e condenou o Partido Liberal por "[desistir] completamente da agenda de reformas econômicas". Afirmaram que "O Partido Trabalhista de [Bill] Shorten é o único partido do governo centrado na necessidade de modernizar a economia para lidar com o grande desafio do nosso tempo: as mudanças climáticas induzidas pelo homem".
Várias crenças ideológicas foram faccionadas em reformas do Partido Trabalhista sob Gough Whitlam, resultando no que hoje é conhecido como a Esquerda Trabalhista, que tendem a favorecer mais intervencionismo econômico, controles de cima para baixo mais confiáveis e algumas ideias socialmente progressistas; e a Direita Trabalhista, a facção que é pró-negócios, mais liberalista e, em alguns casos, mais socialmente conservadora.

Em 1998, o ex-primeiro-ministro partidário trabalhista Kevin Rudd em primeiro discurso ao parlamento afirmou:
Os mercados competitivos são massivos e geralmente geradores eficientes de riqueza econômica. Devem, portanto, ter um lugar central na gestão da economia. Mas os mercados por vezes falham, exigindo intervenção governamental direta através de instrumentos como a política industrial. Há também áreas onde o bem público determina que não deve haver mercado algum. Não temos medo de uma visão no Partido Trabalhista, mas também não temos medo de fazer os duros esforços políticos necessários para transformar essa visão em realidade. Os partidos da centro-esquerda em todo o mundo enfrentam um desafio semelhante: a criação de uma economia competitiva, ao mesmo tempo que promovem o imperativo primordial de uma sociedade justa. Alguns chamam isso de "terceira via". A nomenclatura não tem importância. O que é importante é que seja um repúdio ao thatcherismo, e seus derivados australianos representavam o oposto. Na verdade, é uma nova formulação dos imperativos econômicos e sociais da nação.
Embora crítico de economistas como Friedrich Hayek, Rudd se descreveu como "basicamente um conservador [fiscal] quando se trata de questões de gestão das finanças públicas", apontando sua redução de empregos no serviço público quando era consultor governamental em Queensland. O governo de Rudd foi elogiado e creditado "pela maioria dos economistas, tanto locais como internacionais, por ajudar a Austrália a evitar uma recessão pós-crise financeira global" durante a Recessão Global.

### Estados Unidos

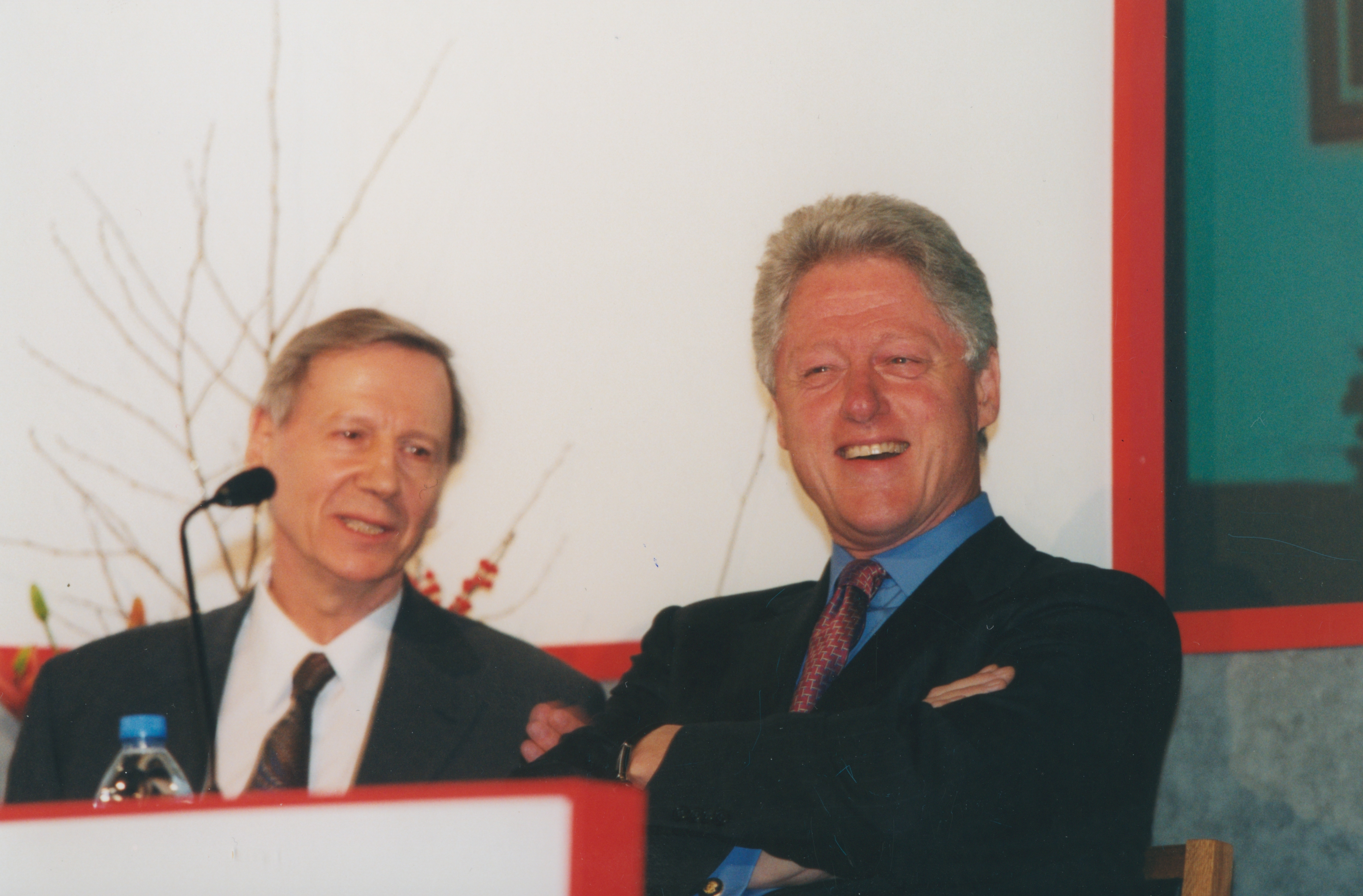
Anthony Giddens e Bill Clinton, dois proponentes estadunidenses da Terceira Via.

Nos EUA, os adeptos da Terceira Via abraçaram historicamente conservadorismo fiscal em maior medida do que os liberalistas tradicionais, defenderam alguma substituição do bem-estar social pelo workfare, e por vezes tiveram uma preferência mais forte por soluções de mercado para problemas tradicionais (como no comércio de poluição) enquanto rejeitaram o laissez-faire econômico puro e outras posições libertárias de direita. O estilo de governo da Terceira Via foi firmemente adotado e parcialmente redefinido durante o Governo Bill Clinton.
Como termo, foi introduzido pelo cientista político Stephen Skowronek. Os presidentes da Terceira Via minaram a oposição tomando emprestadas políticas dela em um esforço para tomar o meio e com ele alcançar o domínio político. Seguem a estratégia das políticas econômicas de Richard Nixon, que foram uma continuação da Grande Sociedade de Lyndon B. Johnson, assim como a reforma assistencial de Clinton mais tarde. Dwight D. Eisenhower também foi um defensor de um "caminho intermediário".
Junto de Blair, Prodi, Gerhard Schröder e outros importantes adeptos da Terceira Via, Clinton organizou conferências para promover a filosofia da Terceira Via em 1997 Chequers, Inglaterra. O think tank Third Way é adepto da Terceira Via, assim como o extinto Democratic Leadership Council era.
Em 2013, advogado estadunidense e ex-regulador bancário William K. Black criticou os movimentos então existentes da Terceira Via: "A Terceira Via é este grupo que às vezes finge ser de centro-esquerda, mas na verdade é completamente uma criação de Wall Street – é administrado por Wall Street para Wall Street com esta operação de bandeira falsa como se fosse um grupo de centro-esquerda. Não é nada disso".

### Reino Unido
O completo compromisso social-democrata pela redução da desigualdade de renda, com medidas como taxação de fortunas, foi rejeitado num manifesto partidário trabalhista britânico de 1997, ao lado de muitas mudanças na década de 1990, como a rejeição da social-democracia tradicional sua transformação no Novo Trabalhismo, sem enfatizar a necessidade de combater desigualdade e concentrando-se, em vez disso, na expansão de oportunidades para todos, juntamente com promoção de capital social.
Ex-primeiro-ministro Tony Blair é citado como um político da Terceira Via. De acordo com um ex-membro da equipe de Blair, Blair e o Partido Trabalhista aprenderam com Bob Hawk e o governo da Austrália na década de 1980 como governar como uma liderança de Terceira Via. Blair escreveu num panfleto à Sociedade Fabiana em 1994 sobre a existência de duas variantes proeminentes do socialismo, nomeadamente uma baseada em na tradição econômica determinista e coletivista marxista–leninista e a outra um socialismo ético baseado em valores de "justiça social, igual valor de cada cidadão, igualdade de oportunidades, comunidade". Blair é um seguidor particular das ideias e escritos de Giddens.

Em 1998, Blair, então líder do Partido Trabalhista e primeiro-ministro do Reino Unido, descreveu a Terceira Via, como ela se relaciona com a social-democracia e sua relação com ambas a Velha Esquerda e a Nova Direita, como segue:
A Terceira Via representa uma social-democracia modernizada, apaixonada pelo seu compromisso com a justiça social e pelos objetivos da centro-esquerda. ... Mas é uma terceira via porque vai decisivamente além de uma Velha Esquerda preocupada com o controle estatal, os elevados impostos e os interesses dos produtores; e uma Nova Direita que trata o investimento público, e muitas vezes as próprias noções de "sociedade" e esforço coletivo, como males a serem desfeitos.
Em 2002, Anthony Giddens listou os problemas enfrentados pelo governo do Novo Trabalhismo, nomeando spin o maior fracasso porque foi difícil se recuperar dos danos à imagem do partido. Ele também desafiou o fracasso do projeto Domo do Milênio e a incapacidade do Partido Trabalhista de lidar com empresas irresponsáveis. Giddens viu a capacidade do Partido Trabalhista de marginalizar o Partido Conservador também como um sucesso a sua política econômica, a reforma da seguridade social e certos aspectos da educação. Giddens criticou o que chamou de "casas intermediárias" do Partido Trabalhista, incluindo a reforma no Serviço Nacional Saúde, além da ambiental e constitucional.
Em 2008, Carlos Clarke, um antigo secretário de Estado do Reino Unido e o primeiro blairista sênior a atacar o primeiro-ministro sucessor de Blair, Gordon Brown, abertamente e por impresso, afirmou: "Devemos descartar as técnicas de 'triangulação' e 'linhas de divisão' com os conservadores, o que leva à acusação não totalmente injustificada de que simplesmente seguimos propostas dos conservadores ou dos meios de comunicação de direita, para minimizar as diferenças e remover linhas de ataque contra nós".
A Terceira Via começou a perder fôlego na década de 2000, em parte devido à derrota nas urnas de seus líderes mais importantes. O idealizador do movimento, Tony Blair, foi afastado da liderança do Partido Trabalhista em 2007, enfrentando forte oposição da imprensa e da opinião pública inglesa devido à denúncia de que teria mentido para justificar a entrada de seu país na Guerra do Iraque. Gordon Brown, também ideólogo da Terceira Via acabou sofrendo uma das derrotas eleitorais mais arrasadoras da história do partido.
Brown foi sucedido pelo movimento Trabalhismo One Nation de Ed Miliban pelo autodenominado socialista democrático Jeremy Corbyn em 2015 como o líder do Partido Trabalhista. Isso levou alguns a comentar que o Novo Trabalhismo está "morto e enterrado". O primeiro-ministro Keir Starmer, que sucedeu Corbyn em 2020, e desde então voltou atrás com suas promessas iniciais mais esquerdistas em favor de políticas centristas e mais associadas a Novo Trabalhismo.
A Terceira Via praticada sob o Novo Trabalhismo foi criticada como sendo efetivamente uma nova centro-direita e neoliberal. Já para outros, como o historiador acadêmico Glen O'Hara, argumentaram que, embora contivessem "elementos que poderíamos chamar de neoliberais", o Novo Trabalhismo era mais inclinado para a esquerda do que é dado crédito.

### No mundo em geral

#### Alemanha
Ex-chanceler alemão Gerhard Schröder (1998–2005) foi um defensor das políticas da Terceira Via. Ao longo de sua campanha para chanceler, ele se retratou como um pragmático novo partidário social-democrata que promoveria o crescimento econômico ao mesmo tempo que reforçaria o generoso sistema de segurança social da Alemanha. Durante o mandato de Schröder, o crescimento econômico abrandou para apenas 0,2% em 2002 e o PIB encolheu em 2003, enquanto o desemprego ultrapassou a marca dos 10%. A maioria dos eleitores logo associou Schröder ao programa de reformas da Agenda 2010, que incluiu cortes no sistema de bem-estar social (seguro nacional de saúde, seguros desemprego, pensões), impostos mais baixos e reforma nos regulamentos sobre emprego e remuneração. Ele também eliminou o imposto sobre ganhos de capital na venda de ações corporativas e, assim, tornou o país mais atraente para os investidores estrangeiros.
O ex-chanceler Olaf Scholz (2021–2025) não declarou explicitamente apoio às políticas da Terceira Via, mas é amplamente visto como parte da ala moderada do Partido Social-Democrata da Alemanha. Durante seu mandato como ministro das Finanças no quarto gabinete de Angela Merkel (2018–2021), Scholz priorizou não assumir novas dívidas governamentais e limitar os despesas públicas.

#### América Latina
Na América Latina, o processo deu-se de maneira diferente, uma vez que as políticas neoliberais apareceram associadas à questão da renegociação da dívida externa do continente, tratando a última um problema de política econômica. Apenas no Chile e no Brasil, que a proposta da Terceira Via teve grande repercussão. No caso do Chile, esse destaque se deu a partir da consolidação da aliança entre o Partido Socialista e o Partido Democrata-Cristão durante o governo de Ricardo Lagos (2000–2006), que aderiu pessoalmente ao projeto. No Brasil, o destaque se dá a partir da consolidação do Partido da Social Democracia Brasileira (PSDB) e da participação ativa do presidente Fernando Henrique Cardoso (1995–2002), na formulação das ideias do movimento, ao lado de Blair e Clinton.

#### Itália
O Partido Democrata italiano é um parido social-democrata plural incluindo tendências ideológicas distintas. Políticos como os ex-primeiros-ministros Romano Prodi e Matteo Renzi são proponentes da Terceira Via. Renzi foi ocasionalmente comparado a Tony Blair por suas opiniões políticas. O próprio Renzi já afirmou ser um defensor da Terceira Via de Blair, no que diz respeito ao objetivo de sintetizar a economia liberal e as políticas sociais de esquerda.
Sob o secretariado de Renzi, o Partido Democrata assumiu uma posição forte a favor da reforma constitucional e de uma nova lei eleitoral em direção ao bipartidarismo. Não é uma tarefa fácil encontrar a tendência política exata representada por Renzi e seus partidários, que têm sido conhecidos como renziani. A natureza do "progressismo" de Renzi  é uma questão de debate e tem sido associada a ambos liberalismo e populismo. Segundo Maria Teresa Meli do jornal Corriere della Sera, Renzi "busca um modelo preciso, emprestado do Partido Trabalhista e do Partido Democrata de Bill Clinton", compreendendo "uma estranha mistura (para a Itália) de política liberal na esfera econômica e populismo. Isso significa que por um lado ele atacará os privilégios dos sindicatos, especialmente dos CGIL, que defende apenas os já protegidos, enquanto do outro atacará duramente os poderes investidos, banqueiros, Confindustria e um certo tipo de capitalismo".
Após a derrota do Partido Democrata no eleições gerais de 2018, em que o partido obteve 18,8% e 19,1% dos votos (abaixo dos 25,5% e 27,4% de 2013) e perdeu 185 deputados e 58 senadores, respectivamente, Renzi renunciou ao cargo de secretário do partido. Em março de 2019, Nicola Zingaretti, um social-democrata e membro proeminente da esquerda do partido com raízes sólidas no Partido Comunista Italiano, ganhou a eleição pela liderança por uma vitória esmagadora, derrotando Maurizio Martina (ex-vice-secretário de Renzi) e Roberto Giachetti (apoiado pela maioria renziani). Zingaretti concentrou sua campanha em um claro contraste com as políticas de Renzi e sua vitória abriu o caminho para um novo partido.
Em setembro de 2019, Renzi anunciou sua intenção de deixar o Partido Democrata e criar um novo grupo parlamentar. Ele lançou oficialmente o Itália Viva para continuar a tradição liberal de Terceira Via dentro de uma estrutura pró-europeísmo.

#### Outros na Europa
Na Espanha, a Terceira Via foi impulsionada por Felipe González, na França com François Mitterrand, na Itália com Bettino Craxi, e na Grécia com Andréas Papandréu. O presidente francês Emmanuel Macron e seu partido Renascimento (RE) são considerados como encarnando a Terceira Via, por sua rejeição da divisão tradicional esquerda–direita.

## No Brasil
No Brasil, o movimento da Terceira Via teve seu auge durante a presidência de Fernando Henrique Cardoso, popularmente conhecido como FHC. Na política brasileira moderna, o termo terceira via é mais comumente usado para se referir a forças políticas contrárias tanto ao petismo quanto ao bolsonarismo.

### Origem
A Terceira Via teve origem com a criação do PSDB em 1988. O partido foi fundado por Mário Covas e FHC como uma dissidência intelectual do Movimento Democrático Brasileiro (MDB), voltando-se ao eleitorado urbano mais instruído, favorável à democracia e que rejeitava extremismos.
O partido afirmou que "rejeita o populismo e o autoritarismo, bem como o neoliberalismo fundamentalista e o nacional-estatismo obsoleto". O seu manifesto pregava "a democracia como valor fundamental" e "justiça social como um objetivo a ser alcançado". Na sua fundação, tentou unir grupos políticos diversos, como sociais-democratas, sociais-liberais, democratas-cristãos e socialistas democráticos.
As ideias do partido contrastavam com o populismo de Fernando Collor de Mello nas eleições presidenciais brasileiras de 1989. A eleição de Collor voltou-se à uma campanha de liberalização econômica através de privatizações.
Depois do impeachment de Fernando Collor, seu vice, Itamar Franco, assumiu a presidência e nomeou FHC ministro das Finanças. FHC, por sua vez auxiliou na implementação do Plano Real para combater a hiperinflação da época. O êxito do programa culminou na vitória de FHC já no primeiro turno das eleições presidenciais de 1994.

### Na prática
O sucesso eleitoral de FHC criou uma eventual divisão entre as forças mais economicamente intervencionistas e as forças pró-mercado dentro do movimento. A administração de FHC aprofundou o programa de privatizações lançado por Collor.
Devido ao sucesso do Plano Real, o governo tinha como desafio manter a estabilização da moeda e, ao mesmo tempo, promover o crescimento econômico. Sendo assim, submeteu ao legislativo medidas pela alteração da Constituição Federal de 1988 e adaptação do Estado brasileiro à realidade econômica mundial da época. Assim, se seguiram reforma administrativa e previdenciária, desregulamentação dos mercados, flexibilização das regras de contratação de mão de obra, e privatização de estatais em áreas como siderurgia, telecomunicações e mineração, como a Telebrás e a Companhia Vale do Rio Doce. Foi a mais profunda desnacionalização da história brasileira, em meio a um debate político polarizado entre liberalistas e desenvolvimentistas.
Em 1995, o governo proibiu o reajuste automático dos salários pela inflação e estabeleceu a livre negociação entre patrões e empregados visando à desindexação da economia. Paralelamente, em novembro de 1995, ampliou o poder do Banco Central de intervir em instituições bancárias para evitar que a crise que afetava o setor na época se alastrasse, sendo também regulamentado o Programa de Estímulo à Reestruturação e ao Fortalecimento do Sistema Financeiro Nacional (Proer).
Intervencionistas econômicos próximos de FHC críticos das medidas de liberalização, nomeadamente o presidente anterior Itamar Franco e o sucessor de FHC como ministro das Finanças, Ciro Gomes, deslocaram para outros partidos, como o MDB e o Partido Popular Socialista (PPS). Gomes, que concorreu contra FHC nas eleições de 1998, expressou insatisfação com o que considerou uma institucionalização da corrupção, dizendo que "Fernando Henrique não rouba, mas deixa os outros roubarem".
FHC foi acusado de tolerar a corrupção do bloco dos grandes partidos fisiologistas do Brasil, o Centrão, para que suas políticas fossem aprovadas.
Muitas das diversas estatais criadas pela ditadura militar durante o chamado milagre econômico brasileiro foram vendidas aos mesmos oficiais militares que as operaram anteriormente, levando a acusações de corrupção e clientelismo. Observou-se que essas vendas promoveram o clientelismo na política nacional e na promoção do coronelismo no Nordeste.
Mais tarde em seu mandato, a oposição ao governo, liderada pelo Partido dos Trabalhadores (PT), começou a acusar FHC de comprar os votos dos parlamentares. Partidários do PT alegaram que vários políticos se beneficiaram da emenda que permitia a reeleição, já que governadores e prefeitos também poderiam ser reeleitos, e que escutas telefônicas revelavam o envolvimento de um governador e seus deputados. O caso foi investigado pela Comissão de Constituição, Justiça e Cidadania, cuja sessão durou apenas algumas horas; foi abordado anos depois pelo CPI do Mensalão. Após a investigação, os deputados Ronivon Santiago e João Maia renunciaram aos seus assentos, supostamente para evitar o impeachment. Em ambas as circunstâncias, o envolvimento de FHC não pôde ser comprovado.
O Governo FHC buscou conciliar as medidas pró-mercado com políticas sociais, e.g., Bolsa-escola, Auxílio-gás, Programa Comunidade Solidária, Programa Garantia de Renda Mínima (PGRM), Programa de Erradicação do Trabalho Infantil (PETI), Programa Nacional de Fortalecimento da Agricultura Familiar (Pronaf), Programa de Geração de Emprego e Renda (Proger), Programa de Combate ao Abuso e Exploração de Crianças e Adolescentes, Programa de Saúde da Família (PSF), Programa de Agentes Comunitários de Saúde (PACS), Luz no Campo, etc. Em 1996, implementou o Benefício de Prestação Continuada (BPC). Também sancionou a criação dos medicamentos genéricos em fevereiro de 1999 e, em setembro de 2000, a PEC determinando que as despesas da União com a saúde crescessem de acordo com a variação anual do PIB e da inflação. Na área da saúde, destacou-se ainda pelo programa de combate à AIDS que virou referência internacional.
No fim dos anos 1990 e início dos anos 2000, o Governo FHC encontrava-se desgastado por um quadro internacional adverso marcado por crises externas (notavelmente a do México a partir de 1994 e a da Rússia em 1998), a crise do apagão, e dados negativos sobre desemprego, volta da inflação e alta concentração de renda.

### Relação com o lulismo

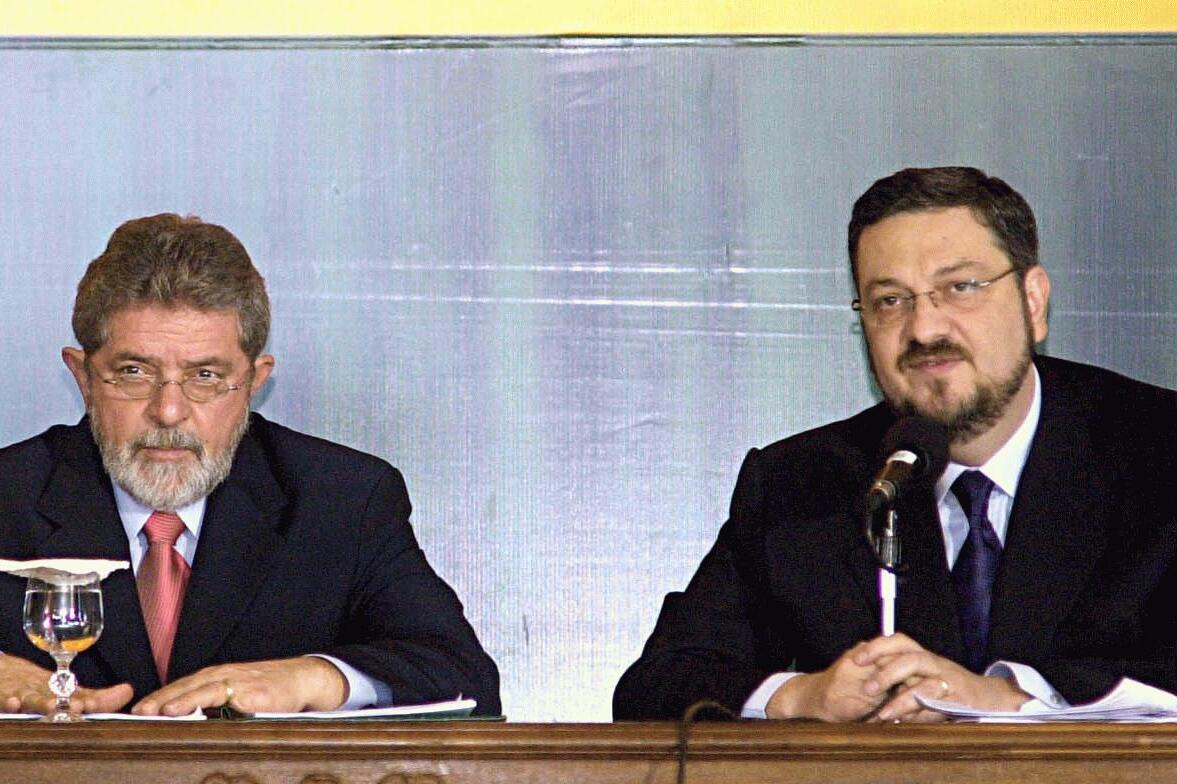
Lula (esquerda) e Antonio Palocci (direita) em 2003.

Depois de três tentativas malsucedidas à presidência, o sindicalista Luiz Inácio Lula da Silva tentou capturar a Terceira Via nas eleições de 2002 através de alianças com partidos pró-negócios e da nomeação do executivo José Alencar como vice-presidente. Contra o ministro da Saúde de FHC José Serra, Lula obteve uma vitória decisiva e em seu primeiro governo (2003–2006) implementou as políticas mistas da Terceira Via, especialmente por influência do ministro da Fazenda Antonio Palocci. O lulismo "conectou novas bandeiras ideológicas e sindicais que pareciam combinar" e deu continuidade à política do tripé macroeconômico baseada em três pilares: o controle da inflação, uma taxa de câmbio flutuante e um excedente orçamental.

A posição política do lulismo nesse período tem sido descrita como conciliatória com as duas visões da teoria econômica. Em vez de se opor ao livre mercado, o objetivo da da política era combinar um foco social no desenvolvimento patrocinado pelo governo, em vez de regulamentação, como visto com a social-democracia europeia. A descrição do desafio de tal modelo foi apresentada por detratores de esquerda que se opunham ao mercado e ao desenvolvimentismo, tais como Plínio de Arruda Sampaio Jr., que escreveu em 2012, descrevendo o lulismo como "neodesenvolvimentismo":
O desafio do neodesenvolvimentismo é, portanto, conciliar os aspectos “positivos” do neoliberalismo—compromisso incondicional com a estabilidade monetária, a austeridade fiscal, a busca da competitividade internacional e a ausência de qualquer discriminação contra o capital internacional—e os aspectos “positivos” do antigo desenvolvimentismo—compromisso com o crescimento econômico, industrialização, o papel regulador do Estado e a sensibilidade social.
Em 2016, comparando-se à sua sucessora, Dilma Rousseff, Lula chegou a afirmar "Dilma é muito mais de esquerda do que eu. Sou liberal. Sou um cidadão na política um pouco pragmático e muito realista entre o que eu sonho e o que é a política real".

### Alternativa em meio à polarização
O abraço das políticas primariamente tucanas, forçaram a guinada do PSDB à centro-direita, criando uma polarização entre 2006 e 2014, onde a terceira via era vista como uma opção diferente do lulismo/petismo e do PSDB.
Marina Silva, então ex-ministra do Meio Ambiente de Lula, emergiu como o desafio primordial ao duopólio PT–PSDB na política nacional no início dos anos 2010. Originária do Acre, ela se opôs ao desenvolvimentismo da ditadura militar e ao posterior desenvolvimentismo das administrações do PT (Governo Dilma), mas também apoiou a regulação empresarial, devido a sua notória defesa do ambientalismo. Seu apelo particular era aos evangélicos, sendo a segunda candidata evangélica a alcançar os três primeiros colocados em uma eleição brasileira.
Silva, que alcançou o terceiro lugar nas eleições de 2010 e de 2014, priorizou o desenvolvimento sustentável e a responsabilidade fiscal. Tal como muitas das terceiras vias, o seu apelo era para unificar facções ideológicas em vez de uma linha ideológica. Nas eleições de 2018, Jair Bolsonaro usurpou a sua base de apoio evangélica e, nas eleições de 2022, Silva acabou por juntou-se à frente ampla de apoio a Lula.
Com a polarização entre PT e Bolsonaro, a Terceira Via na política brasileira voltou a ser associada ao PSDB e seus aliados. Seu candidato em 2018, Geraldo Alckmin, não conseguiu ganhar força, mas em 2022, a principal candidata da Terceira Via, Simone Tebet, alcançou o terceiro lugar.
Ciro Gomes também já foi considerado uma terceira via entre Lula e Bolsonaro, mas rejeitou o uso do termo criticando o modelo econômico da Terceira Via.

## Desenvolvimento recente
Na década de 2010, partidos sociais-democratas que aceitaram medidas como triangulação, austeridade, desregulamentação, livre comércio, privatização e reformas sociais, tais como workfare, experimentam um drástico declínio já que essas políticas de Terceira Via tinha em grande parte caído em desgraça num fenômeno conhecido como pasokificação. Os estudiosos associaram o declínio dos partidos sociais-democratas ao declínio do número de trabalhadores industriais, à maior prosperidade econômica dos eleitores e à uma tendência desses partidos se aproximarem da centro-direita em questões econômicas, alienando a sua antiga base de apoiantes e eleitores. Este declínio foi acompanhado por um maior apoio à esquerda populista, bem como à esquerda social-democrata e verde contrária à Terceira Via.
O socialismo democrático surgiu em oposição à social-democracia da Terceira Via com base no fato dos socialistas democráticos estarem empenhados na transformação sistêmica do capitalismo de livre mercado para o socialismo, enquanto os apoiantes sociais-democratas da Terceira Via estavam mais preocupados em desafiar a Nova Direita e retornar a social-democracia ao poder. Isso resultou em analistas e críticos argumentando que, na verdade, endossa o capitalismo, mesmo que seja devido ao reconhecimento de que o anticapitalismo explicito nessas circunstâncias seja politicamente inviável; e que é contra a social-democrata na prática. Outros consideraram-na teoricamente adequada especialmente ao socialismo moderno, especialmente socialismo liberal, distinguindo-s tanto do socialismo clássico como do socialismo democrático ou da social-democracia.
As políticas econômicas da Terceira Via começaram a ser desafiadas após a Grande Recessão e a ascensão da direita populista que limitou o espaço para meios-termos em meio a polarização com a esquerda. Por sua vez, a esquerda também tornou-se mais vocal em oposição à Terceira Via, com exemplos proeminentes sendo Jeremy Corbyn no Reino Unido, Bernie Sanders e Alexandria Ocasio-Cortez nos EUA, e Ciro Gomes no Brasil.